# César Montes
Pour les articles homonymes, voir Molina.
César Montes est un footballeur mexicain né le 24 février 1997 à Hermosillo. Il évolue au poste de défenseur central au Lokomotiv Moscou.

## Biographie

### En club
Il participe à la Ligue des champions de la CONCACAF avec le club du CF Monterrey.

### En équipe nationale
Avec la sélection olympique mexicaine, il participe aux Jeux olympiques d'été de 2016 organisés au Brésil. Il joue trois matchs lors du tournoi olympique, contre l'Allemagne, les Fidji, et la Corée du Sud.
Il reçoit sa première sélection en équipe du Mexique le 13 juillet 2017, contre la Jamaïque. Ce match rentre dans le cadre de la Gold Cup 2017 organisée aux États-Unis, compétition lors de laquelle César Montes joue deux rencontres.
Le 14 novembre 2022, il est sélectionné par Gerardo Martino pour participer à la Coupe du monde 2022.

## Palmarès

### En sélection
- Mexique
  - Vainqueur de la Gold Cup en 2023